# Ilija Dimitrov
Ilija Asenov Dimitrov (in bulgaro Илия Асенов Димитров?; Dupnica, 10 luglio 1996) è un calciatore bulgaro, attaccante del Tabor Sežana.

## Caratteristiche tecniche
È un centravanti.

## Carriera
Cresciuto nelle giovanili del Levski Sofia, ha esordito in prima squadra il 3 novembre 2013 in occasione del match di campionato vinto 4-1 contro il Pirin Goce Delčev.